# Castillo de Santa Catalina (Tarifa)
El castillo de Santa Catalina de Tarifa es una fortaleza localizada en el Cerro de Santa Catalina, cerca del Puerto de Tarifa y del centro de la ciudad. Fue construido en 1933 y actualmente se encuentra en desuso.

## Historia

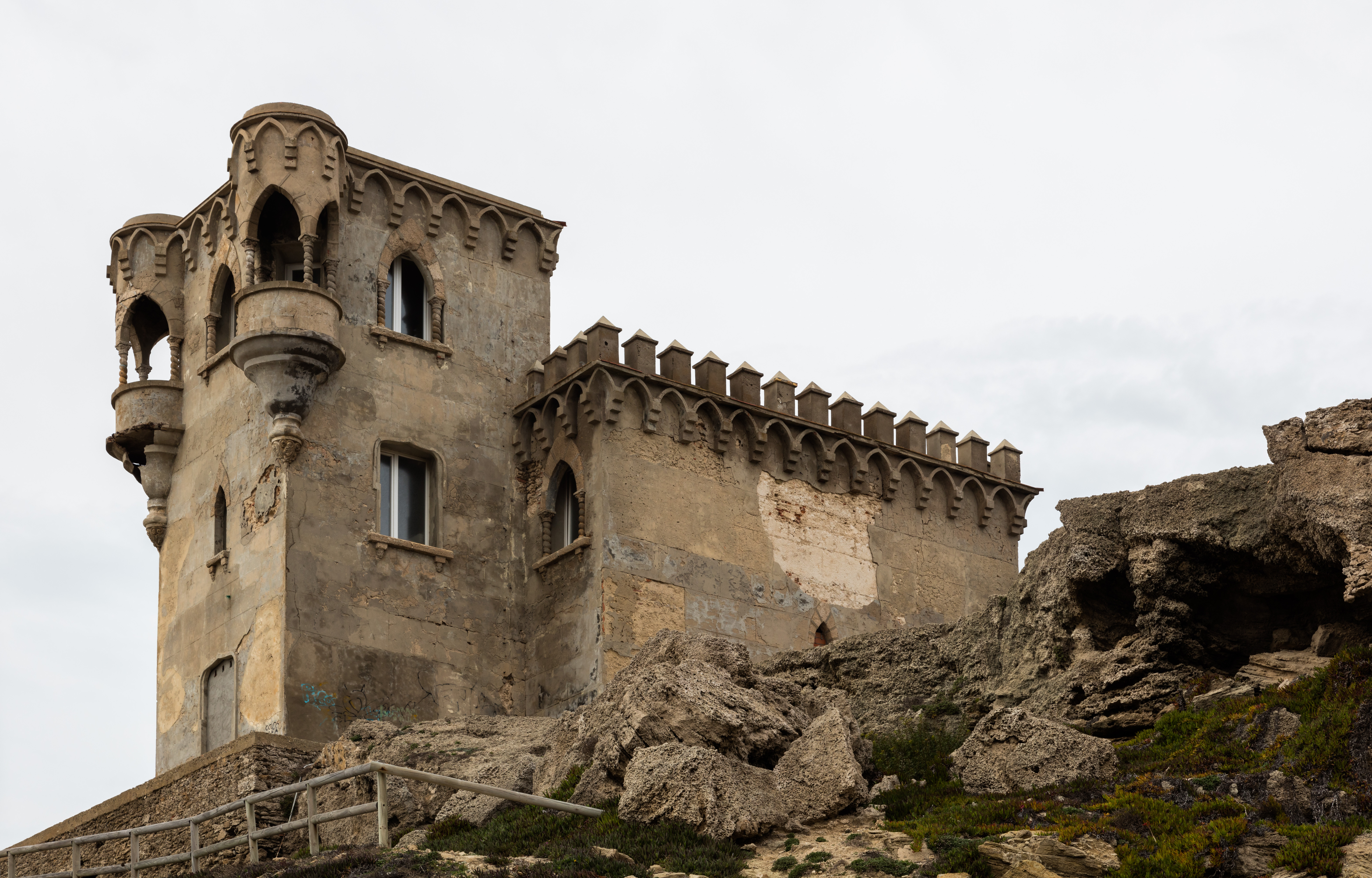
Vista del castillo desde abajo del cerro.

El cerro debe su actual nombre a una antigua ermita dedicada a Santa Catalina de Siena, cuyo único testimonio gráfico es el citado dibujo realizado en 1567. La ermita tenía una sola nave y una pequeña espadaña. En sus inmediaciones existió un manantial. Al ser un lugar apartado, sirvió como lazareto durante la epidemia de peste del siglo XVII. En 1771, la ermita fue convertida en almacén de pólvora.
Durante la Guerra de la Independencia, los ingleses la demolieron, empleando como mano de obra los presos de Tarifa, y comenzaron las obras de un fuerte para artillería, reforzado por la construcción de un profundo foso seco. Tras la guerra, en 1813, los ingleses abandonan Tarifa.
A partir de 1926, el Ministerio de Marina se plantea que el punto más alto del Cerro de Santa Catalina, sobre los restos del anterior Fuerte, es el lugar idóneo para levantar un Semáforo o Telégrafo óptico de señales marítimas. Una vez cedido el cerro por la corporación municipal tarifeña al Estado en 1928, se redacta en 1929 el proyecto para este edificio, diseñado desde su origen siguiendo los cánones renacentistas pero construido con materiales actuales. Entre 1930 y 1931, se levanta el edificio con el aspecto de palacete renacentista que hace que se le bautice popularmente como Castillo de Santa Catalina. Tras algunos retoques al proyecto, en 1933 el edificio es recepcionado, pero el semáforo que debía alojar no llega a instalarse.
En 1936, el edificio es blanco de bombardeos por parte de la Escuadra republicana, sufriendo desperfectos de tal magnitud que hacen que en 1937 se declare inútil para el servicio. Tras pasar por casi cuarenta años de paulatino abandono, varios cambios de titularidad y ocupaciones irregulares, en 1972 el edificio es rehabilitado por Marina, instalándose en él el Centro de control de paso de buques del Estrecho de Gibraltar y, por fin, un centro de observación meteorológica dependiente de la Armada Española y del Instituto Nacional de Meteorología: la Estación Meteorológica de Tarifa, la más meridional de Europa.
En el año 2000, el Centro de control del Estrecho se traslada a instalaciones más modernas y el Castillo pasa a servir como punto de vigilancia nocturna para la Guardia Civil. En 2001, vuelve a titularidad municipal. Actualmente el Castillo de Santa Catalina se encuentra abandonado, y cada vez más deteriorado, después de que en octubre de 2006 fueran paralizadas por orden judicial las obras que lo restauraban, lo cual denuncian asociaciones vecinales.